# セルヒオ・アグエロ
セルヒオ・レオネル・アグエロ・デル・カスティージョ（Sergio Leonel Agüero del Castillo, スペイン語発音: [ˈserxjo aˈɣweɾo], 1988年6月2日 - ）は、アルゼンチン・ブエノスアイレス州キルメス出身の元サッカー選手。元アルゼンチン代表。ポジションはフォワード。

## クラブ経歴

### インデペンディエンテ

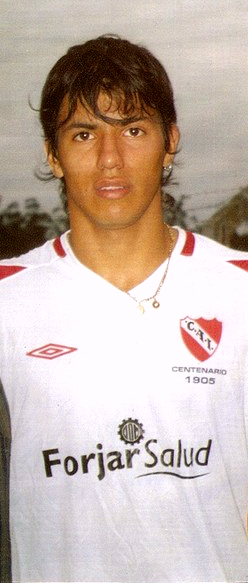
インデペンディエンテ時代（2005年）

アグエロが10歳の時、地元クラブでの活躍を耳にしたジャーナリストの紹介でアルゼンチンのCAインデペンディエンテに入団し、サッカー選手としてのキャリアをスタート。2003年7月23日にディエゴ・マラドーナの持つプリメーラ・ディビシオン最年少出場記録を更新する、15歳と35日でのトップチームデビューを飾る。2002-03後期リーグ、2003-04前期リーグでの出場はこの1試合のみであったが、2003-04後期リーグより徐々に出番を増やしていき（5試合0ゴール）、2004-05前期リーグでは7試合に出場、リーグ初ゴールを含む2ゴールを記録した。続く2004-05後期リーグで5試合で3ゴールを記録。
2005-06シーズンはチームの主力として前期・後期共に18試合出場9ゴールとブレイク。ワールドユースでの活躍も相まって世界で最も将来有望なサッカー選手の一人として認知され、「ニュー・メッシ」(このシーズン、メッシはFCバルセロナで大ブレイクを果たした)とも「マラドーナの後継者」(マラドーナ自身もその才能を認め「アグエロをA代表に招集すべき」と発言したこともある)とも呼ばれるようになった。彼の元には、早くから移籍金1200万ユーロで獲得に乗り出したビジャレアルCFの他、メッシの所属するFCバルセロナやバイエルン・ミュンヘンなど多くの欧州の強豪クラブからのオファーが届いたが、最終的にアトレティコ・マドリードへ同クラブ史上最高額（約2000万ユーロ）での移籍が決定した。

### アトレティコ・マドリード
鳴り物入りで入団したアトレティコでは、2006-07シーズンのリーグ初戦となるラシン・サンタンデール戦でミスタとの交代で途中出場しリーガ・エスパニョーラデビューを果たす。やがてミスタをベンチに追いやり、クラブの旗印であるフェルナンド・トーレスと2トップを組む機会が増えると、リーグ第3戦アスレティック・ビルバオ戦でリーガ初得点を記録した。2006年9月3日にはアルゼンチンのフル代表デビューも果たしており、順調なスタートを切るものの、トーレスとの強力2トップを活かすことが出来ぬまま7位でシーズンは終了。それでもリーグ全38試合に出場し、周りのサポートに恵まれない状況でも初挑戦となるヨーロッパのトップリーグで6ゴールを記録。そのポテンシャルの高さをうかがわせた。

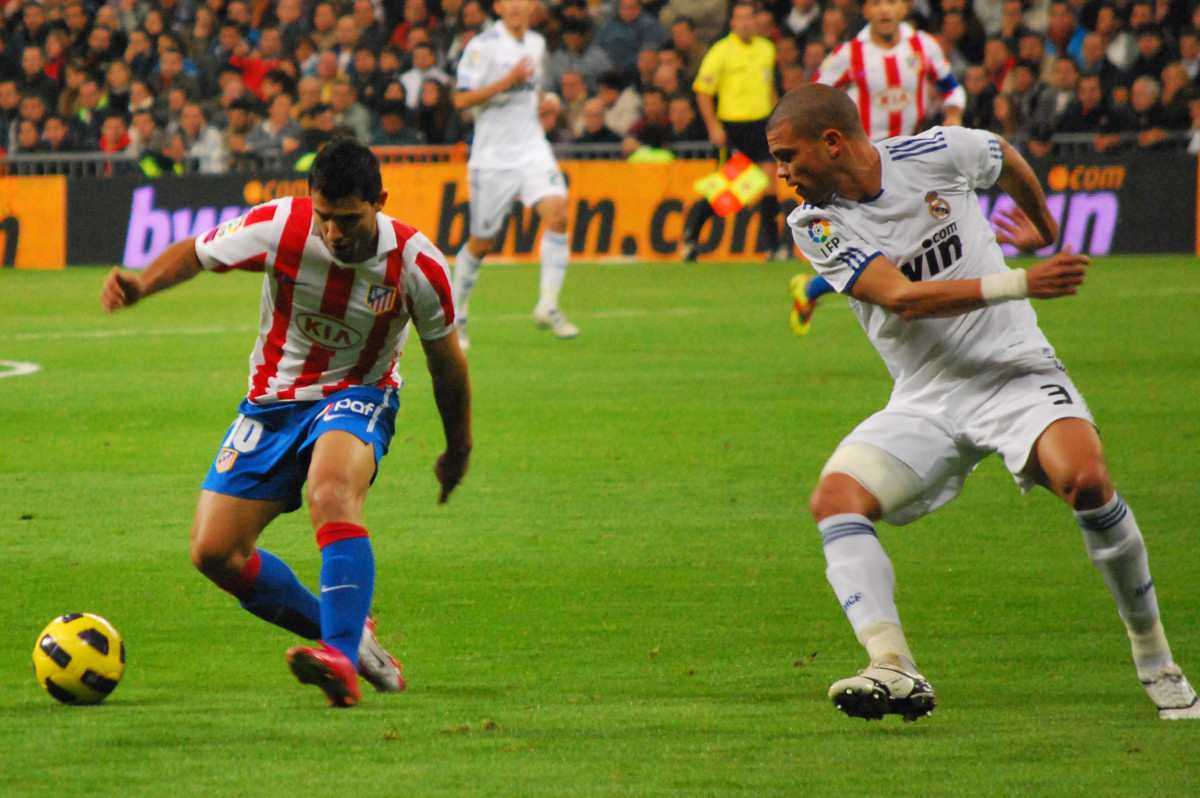
アトレティコ・マドリードでプレーするアグエロ (左)

2007-08シーズン、チームのエースでありキャプテンであったトーレスがリヴァプールFCに移籍し、チームの新たな顔としての期待が高まる中、かつてインデペンディエンテに所属し、トーレスの後釜としてビジャレアルCFから移籍したディエゴ・フォルランとの2トップでシーズン序盤からゴールを量産。最終的にはリーグ3位となる20ゴールを決め、チームのUEFAチャンピオンズリーグ出場権獲得に貢献した。2007年のFIFA世界最有望選手賞を受賞。2008年にはテレビ局による第1回アントニオ・プエルタ賞を受賞した。
2008-09シーズンはチャンピオンズリーグに初出場し、グループリーグ初戦のPSV戦では初ゴールを含む2ゴールを記録。しかしその後は1ゴールに終わり、チームも無敗ながらベスト16で敗退。リーガではアグエロ自身のゴールは17に減ったが、パートナーのフォルランがリーガ最多となる32ゴールを挙げるなどこのシーズンも2トップが爆発し、2年連続の4位・CL出場権獲得に大きく貢献した。
2009-10シーズンはリーガでの得点は12にさらに減少。しかしチャンピオンズリーグ、ヨーロッパリーグと欧州規模の大会で16試合に出場するなど、自身最多のシーズン54試合に出場。ヨーロッパリーグ決勝のフラムFC戦ではフォルランの2得点をアシストし、アトレティコの14年ぶりのタイトル獲得に貢献した。
2010-11シーズンはシーズン初戦のUEFAスーパーカップのインテル戦で1得点1アシストの活躍で勝利に貢献しスタート。2010年12月に、念願だったスペイン国籍の取得に成功した。チームの不調とともに自身の得点も伸び悩んだものの、リーグ終了までの全8試合で得点を記録。リーグ最終戦のRCDマヨルカ戦ではアトレティコでは初のハットトリックを達成し、翌シーズンのヨーロッパリーグ出場権獲得に貢献。またこの3得点でシーズン通算20得点とし、得点ランキング3位に入った。
2010-11シーズン終了から3日後に、退団希望を自身のサイトで発表した。クラブは売却の交渉もしない姿勢だったが、一方的な退団発表だった。ユヴェントスFC、チェルシーFC、レアル・マドリードなどが興味を抱いたが、2011年7月28日にイングランドプレミアリーグのマンチェスター・シティFCに移籍。移籍金は推定4500万ユーロで、5年契約を結んだ。この移籍は、アトレティコファンから大きな批判を浴び、アトレティコの会長であるエンリケ・セレソは後に「アグエロは別れを告げることすらしなかった」と語っている。

### マンチェスター・シティ
プレミアリーグデビュー戦となるスウォンジー・シティAFC戦で途中出場ながら2得点1アシストの鮮烈なデビューを飾った。2012年5月13日、勝利すればリーグ優勝となるプレミアリーグ最終節のクイーンズ・パーク・レンジャーズFC戦において、1-2と1人少ないQPRにリードされていたが、92分にジェコのヘディングシュートで同点、さらに94分にアグエロが逆転ゴールを決め、マンチェスター・シティを44シーズンぶりとなるプレミアリーグ優勝へと導いた。また、このゴールについてアグエロは「間違いなく僕のキャリアの中でも一番重要なゴールとなったね。最後の数秒でタイトルを決めるゴールを挙げた。2度と起こるかわからないよ。QPRは残留のため戦っていた。自陣深く引いていたから、彼らのカウンターアタックが僕らを悩ますことは分かっていた」、「試合終了と同時にファンがピッチになだれ込んできた。彼らは僕をつかみ、キスした。ファンからの愛を感じることができた。僕を幸せにしてくれたね。シティに来たときから、みんな僕によくしてくれた。優勝を決めるゴールと歴史を作ったことで彼らに恩返しができたよ。もっとタイトルを獲得するために毎日ベストを尽くすよ。全てはファンが喜ぶようなサッカーをするためだね」と語っている。結局このシーズンは得点ランク3位となる23ゴールを決めた。
2014年1月には1か月の怪我から復帰した後のFAカップで途中交代1分のファーストタッチで得点を挙げた。

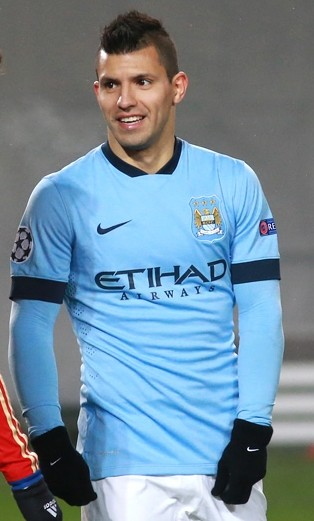
マンチェスター・シティFC時代（2014年）

2014-15シーズン、8月クラブとの契約を2019年まで延長した。11月18日のトッテナム戦では4ゴールを決め、4月のマンチェスターダービーでは2ゴールを決めるなど、最終的にリーグ戦26ゴールを挙げ、初のプレミアリーグ得点王となった。
2015-16シーズンから背番号を16番から10番に変更することを、クラブ公式サイト上で発表した。10月3日、プレミアリーグ第8節のニューカッスル戦で1トップに入り、20分で5得点をあげる活躍を見せた。1試合5得点はプレミアリーグ史上5人目 の快挙であった。4月16日のチェルシー戦でもハットトリックを達成した、3日後のニューカッスル戦でもゴールを決め、プレミアリーグ100ゴールを達成した。シーズン24ゴールを決めたが、2年連続のゴールデンブーツはならなかった。
2016-17シーズン、開幕戦のサンダーランド戦でゴールを決めた。11月5日のミドルスブラ戦にてマンチェスター・シティでの150ゴールを達成した。ジェズスの活躍でベンチスタートも数試合あったが、ジェズスが怪我で離脱すると先発に復帰、最終的にリーグ戦31試合で20ゴールを決め、3年連続での20ゴール越えを達成した。
2017-18シーズンの第4節、リヴァプールFC戦で先制となるゴールを決めた。これにより、プレミアリーグでの通算得点数が124となり、ドワイト・ヨークを抜き、ヨーロッパ圏外選手のプレミアリーグ最多得点記録を更新した。11月1日、UEFAチャンピオンズリーグ第4節のSSCナポリ戦で得点を決めるとクラブ通算得点記録を更新した。2月10日のレスター戦では4ゴールと大爆発した。またリーグカップ決勝では先制点を決め、優勝を手繰り寄せた。リーグ戦ではジェズスとプレータイムを分け合うこともあり、また怪我で後半戦欠場したが、21ゴールを決め、リーグ優勝に大きな貢献をした。
2018年コミュニティ・シールド、チェルシー戦で2ゴールを決め、シティの6年ぶりとなるコミュニティー・シールド制覇を助けた。この試合における1点目はマンチェスターシティでの通算200ゴールとなった。2018-19シーズンのプレミアリーグ第2節ハダースフィールド戦において、プレミアリーグ歴代2位となる自身9回目のハットトリックを達成した。第25節のアーセナル戦で10度目のハットトリックを記録。続く26節のチェルシー戦のハットトリックでアラン・シアラーと並びプレミアリーグ最多タイの11回目のハットトリックとなった、最終的に21ゴールを決めシティの2年連続のリーグ制覇に貢献したが、1点差でリーグ得点王を逃した。
2019-20シーズンの第3節ボーンマス戦で2ゴールを決め、キャリア通算400ゴールを達成した。2020年1月12日、アストン・ヴィラ戦でハットトリックを決め、プレミア通算ハットトリック回数を12とし、シアラーと並んでいたの最多記録を更新した。2020年2月には、2020年1月のプレミアリーグ最優秀選手賞を受賞し、ジェラード、ケインを抑え6回目の受賞となり、プレミアリーグ最多受賞者となった。
2020-21シーズンはコンディションが上がらず、欠場試合が多くなり、2021年3月29日にマンチェスター・シティは同シーズンで満了するアグエロの契約を更新しない事を発表。シーズン終了後に退団することを発表した。リーグ最終節のエヴァートン戦で後半20分から途中出場、2ゴールを挙げた。チャンピオンズリーグ決勝のチェルシー戦で後半途中出場、この試合がシティでの最後の出場となった。

### FCバルセロナ
2021年5月31日、メッシの助言を受けてFCバルセロナと2年契約を締結した。怪我で出遅れていたが10月17日、バレンシアCF戦で移籍後初出場を果たした。10節のクラシコで移籍後公式戦初ゴールを挙げたしかし、31日のデポルティーボ・アラベス戦で胸の痛みと呼吸困難を訴え前半で交代。診断の結果、不整脈が確認され、心臓に負荷をかける運動を続けることが難しいと判断。2021年12月15日、FCバルセロナの公式会見で涙ながらに現役引退を表明した。
引退後の経過報告で心臓にチップを埋め込んでいると語っているが、トレーニングを再開する意欲も示した。

## 代表経歴

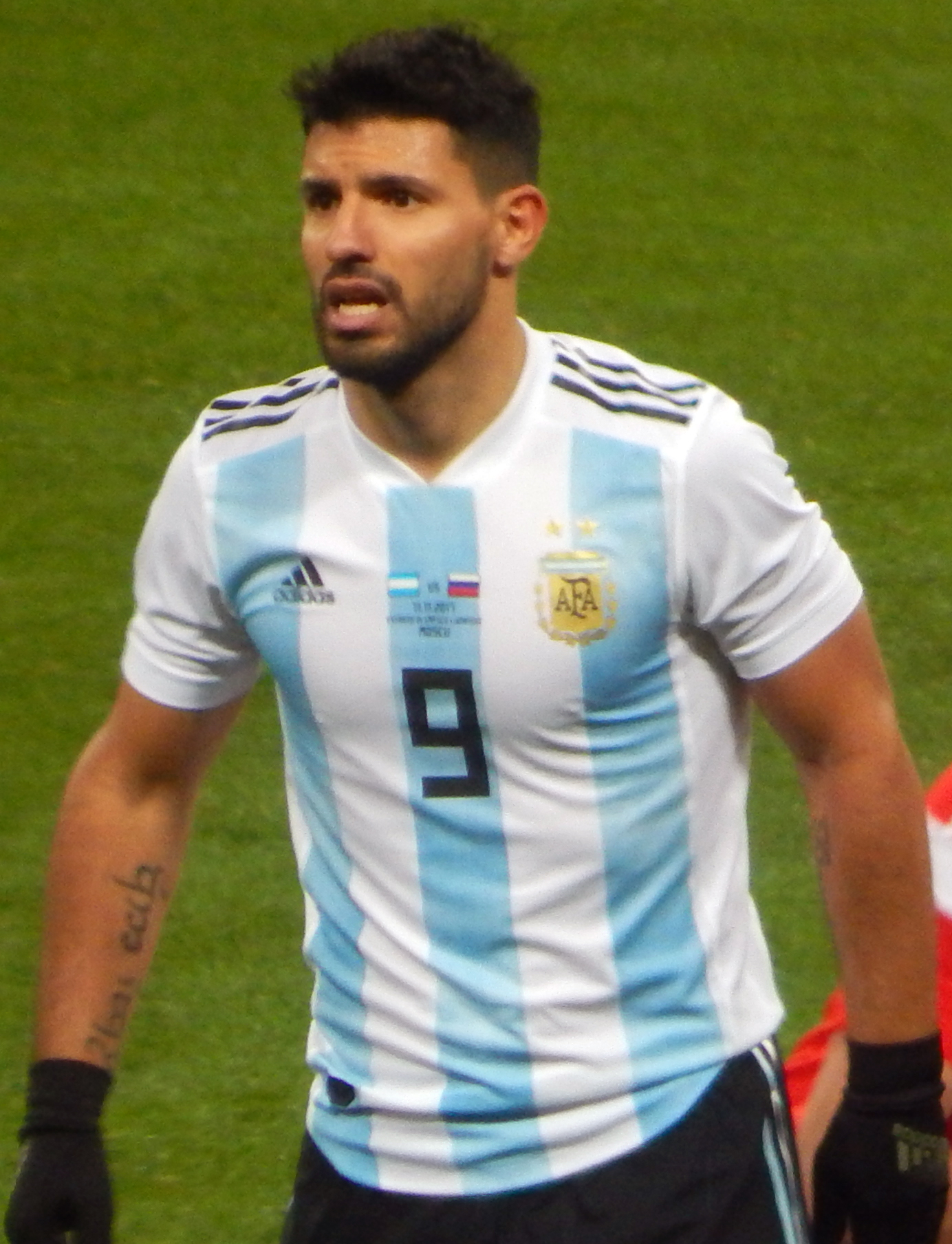
アルゼンチン代表出場時（2017年のロシア代表親善試合にて）

FIFAワールドユース選手権2005では、アルゼンチン代表に一つ年上のリオネル・メッシと共に選出された。ナイジェリアとの決勝戦では試合途中から出場、勝ち越しとなったPKを獲得するなどアルゼンチンチームの優勝に貢献した。2006年9月3日のブラジルとの親善試合で18歳3ヶ月でフル代表デビューを果たした。
2007年のFIFA U-20ワールドカップではチームのエースとして大会に臨み、グループリーグの北朝鮮戦でのFKからのゴールやトーナメント第1試合のポーランド戦での技巧的なゴール、決勝のチェコ戦での同点ゴールなどの活躍で6得点4アシストを挙げてチームを優勝に導き、大会得点王とMVPを受賞した。コパ・アメリカにもフル代表として選出されたが、ここではメッシやカルロス・テベスら厚いFWの選手層に阻まれ出番は限られた。11月17日に行われたワールドカップ南米予選のボリビア戦でフル代表初ゴールを記録した。
2008年8月には北京オリンピックに出場し、準決勝のブラジル戦で2ゴールを決めるなど、アルゼンチンの金メダル獲得に貢献した。
FIFAワールドカップ・南アフリカ大会ではグループリーグ第2戦の韓国戦で初出場し、ゴンサロ・イグアインのハットトリックとなる3得点目をアシスト。その後2試合に出場したものの、アルゼンチンは準々決勝でドイツに敗れた。
開催国として臨んだコパ・アメリカ2011では、開幕戦のボリビア戦で途中出場し、チームを引き分けに導く同点ゴールを記録。グループリーグ第3戦のコスタリカ戦では2得点を挙げ、この大会のアルゼンチン唯一の勝利に貢献。チームは準々決勝のウルグアイ戦でPK戦の末に敗退し、ベスト8に終わった。
2015年6月6日のボリビア戦で代表では初めてとなるハットトリックを達成した。
2018 FIFAワールドカップロシア大会では、グループリーグのアイスランド戦で自身ワールドカップ初ゴールを決めた。決勝トーナメント1回戦フランス戦でも後半終了間際にゴールを決めたが、一歩及ばず4-3とフランスに敗れアルゼンチンは敗退した。
コパ・アメリカ2019のグループステージ、カタール戦でゴールを決め決勝トーナメント進出に貢献したが、準決勝でブラジルに敗れた。3位決定戦となったチリ戦では決勝ゴールを決め、アルゼンチンの大会第3位に貢献した。

## 引退後
2022 FIFAワールドカップカタール大会にはFIFAのアンバサダーとして参加し、アルゼンチン代表のキャンプ地を回るなどサポート役を引き受けた。12月18日に行われた決勝では母国代表の優勝をスタンドから見届け、試合終了後には代表時代の背番号19のユニフォームを着用してピッチに降り、代表時代には叶わなかったトロフィーを掲げることを許された。

## プレースタイル
小柄ながらも敵に競り勝つフィジカルバランスと、一瞬でマークを外す瞬発力、高い決定力を兼ね備えたストライカー。

## 人物・エピソード
- CAインデペンディエンテのユース在籍時には、国内のライバルクラブであるボカ・ジュニアーズのユース責任者ラモン・マドーニが、アグエロを獲得するため、インデペンディエンテに対してユース全選手と引き換えにアグエロとのトレードを申し出たことがある[1]。
- 9歳年下の実弟ガストン・デル・カスティージョも古巣CAインデペンディエンテ所属のプロのサッカー選手であり、2016年4月30日にリーグデビューを果たしている[46]。
- 元妻はディエゴ・マラドーナの次女、ジャンニーナ・マラドーナ。2009年2月19日に第一子を出産。「ベンハミン・アグエロ・マラドーナ」と名づけられた。マラドーナにとっても初孫である。
- アルゼンチンのプリメーラ・ディビシオン最年少出場記録を持つ。2007 FIFA U-20ワールドカップでは得点王とMVPを受賞し、2007年のFIFA世界最有望選手賞を獲得している。
- 愛称は「クン（Kun）」。ユニフォームに記す名前も「クン・アグエロ」である。1975年から1976年にかけて放送された日本のアニメ『わんぱく大昔クムクム』が由来となっている。少年時代に練習を抜け出して見るほど熱中して見ており、「クムクム」を「クンクン」と発音したことから「クン」の愛称がついた[47]。このアニメ作品は『機動戦士ガンダム』などの作画監督として知られる安彦良和が企画し、キャラクターデザインを手がけた。
- 2014年6月、アメリカの経済誌フォーブスは世界のアスリートの年収を公表した。アグエロの年収は2330万ドル（約24億円）であり、世界のアスリートの中で44位。サッカー選手の中では8位[48]。
- 2015年6月、アメリカの経済誌フォーブスは世界のアスリートの年収を公表した。アグエロの年収は2490万ドル（約31億円）であり、世界の9位にランクインした[49]。
- 2017年5月、ESPNは世界で最も有名なアスリート100人を発表し、49位に選出された。サッカー選手としては18位[50]。
- 2022年5月、プレミアリーグ20年ぶりの優勝を決めた伝説のゴールから10年を記念して、マンチェスター・シティの本拠地エティハド・スタジアムにアグエロの銅像が設置された[51]。

## 個人成績

### クラブでの成績
| クラブ                   | シーズン | リーグ     | 背番号 | リーグ戦 | リーグ戦 | カップ戦 | カップ戦 | リーグ杯 | リーグ杯 | CONMEBOL UEFA | CONMEBOL UEFA | その他 | その他 | 合計 | 合計 |
| クラブ                   | シーズン | リーグ     | 背番号 | 試合     | 得点     | 試合     | 得点     | 試合     | 得点     | 試合          | 得点          | 試合   | 得点   | 試合 | 得点 |
| ------------------------ | -------- | ---------- | ------ | -------- | -------- | -------- | -------- | -------- | -------- | ------------- | ------------- | ------ | ------ | ---- | ---- |
| インデペンディエンテ     | 2002-03  | プリメーラ | -      | 1        | 0        | -        | -        | -        | -        | -             | -             | -      | -      | 1    | 0    |
| インデペンディエンテ     | 2003-04  | プリメーラ | -      | 5        | 0        | -        | -        | -        | -        | 2             | 0             | -      | -      | 7    | 0    |
| インデペンディエンテ     | 2004-05  | プリメーラ | -      | 12       | 5        | -        | -        | -        | -        | -             | -             | -      | -      | 12   | 5    |
| インデペンディエンテ     | 2005-06  | プリメーラ | -      | 36       | 18       | -        | -        | -        | -        | -             | -             | -      | -      | 36   | 18   |
| インデペンディエンテ     | 合計     | 合計       | 合計   | 54       | 23       | -        | -        | -        | -        | 2             | 0             | -      | -      | 56   | 23   |
| アトレティコ・マドリード | 2006-07  | プリメーラ | 10     | 38       | 6        | 4        | 1        | -        | -        | -             | -             | -      | -      | 42   | 7    |
| アトレティコ・マドリード | 2007-08  | プリメーラ | 10     | 37       | 19       | 4        | 2        | -        | -        | 9             | 6             | -      | -      | 50   | 27   |
| アトレティコ・マドリード | 2008-09  | プリメーラ | 10     | 37       | 17       | 1        | 0        | -        | -        | 9             | 4             | -      | -      | 47   | 21   |
| アトレティコ・マドリード | 2009-10  | プリメーラ | 10     | 31       | 12       | 7        | 1        | -        | -        | 16            | 6             | -      | -      | 54   | 19   |
| アトレティコ・マドリード | 2010-11  | プリメーラ | 10     | 32       | 20       | 4        | 3        | -        | -        | 5             | 4             | 1      | 1      | 41   | 27   |
| アトレティコ・マドリード | 合計     | 合計       | 合計   | 175      | 74       | 20       | 7        | -        | -        | 39            | 20            | 1      | 1      | 234  | 102  |
| マンチェスター・シティ   | 2011-12  | プレミア   | 16     | 34       | 23       | 1        | 1        | 3        | 1        | 10            | 5             | 0      | 0      | 48   | 30   |
| マンチェスター・シティ   | 2012-13  | プレミア   | 16     | 30       | 12       | 4        | 3        | 0        | 0        | 6             | 2             | 1      | 0      | 40   | 17   |
| マンチェスター・シティ   | 2013-14  | プレミア   | 16     | 23       | 17       | 3        | 4        | 2        | 1        | 6             | 6             | -      | -      | 34   | 28   |
| マンチェスター・シティ   | 2014-15  | プレミア   | 16     | 33       | 26       | 1        | 0        | 1        | 0        | 7             | 6             | 0      | 0      | 42   | 32   |
| マンチェスター・シティ   | 2015-16  | プレミア   | 10     | 30       | 24       | 4        | 2        | 1        | 0        | 9             | 2             | -      | -      | 44   | 28   |
| マンチェスター・シティ   | 2016-17  | プレミア   | 10     | 31       | 20       | 5        | 5        | 1        | 0        | 8             | 8             | -      | -      | 45   | 33   |
| マンチェスター・シティ   | 2017-18  | プレミア   | 10     | 25       | 21       | 3        | 2        | 4        | 3        | 7             | 4             | -      | -      | 39   | 30   |
| マンチェスター・シティ   | 2018-19  | プレミア   | 10     | 33       | 21       | 2        | 2        | 3        | 1        | 7             | 6             | 1      | 2      | 46   | 32   |
| マンチェスター・シティ   | 2019-20  | プレミア   | 10     | 24       | 16       | 2        | 2        | 3        | 3        | 0             | 0             | 0      | 0      | 32   | 23   |
| マンチェスター・シティ   | 2020-21  | プレミア   | 10     | 12       | 4        | 0        | 0        | 1        | 0        | 7             | 2             | -      | -      | 20   | 6    |
| マンチェスター・シティ   | 合計     | 合計       | 合計   | 275      | 184      | 22       | 20       | 22       | 11       | 69            | 43            | 2      | 2      | 390  | 259  |
| バルセロナ               | 2021-22  | プリメーラ | 19     | 4        | 1        | 0        | 0        | -        | -        | 1             | 0             | 0      | 0      | 5    | 1    |
| 総通算                   | 総通算   | 総通算     | 総通算 | 508      | 282      | 42       | 28       | 22       | 11       | 110           | 62            | 3      | 3      | 685  | 385  |

## 代表歴

### 出場大会
- アルゼンチン代表
  - 2010 FIFAワールドカップ
  - 2014 FIFAワールドカップ
  - 2018 FIFAワールドカップ

### 試合数
- 国際Aマッチ 101試合 41得点（2006年-2021年）[52][41]

| アルゼンチン代表 | 国際Aマッチ | 国際Aマッチ |
| 年               | 出場        | 得点        |
| ---------------- | ----------- | ----------- |
| 2006             | 2           | 0           |
| 2007             | 4           | 1           |
| 2008             | 9           | 4           |
| 2009             | 6           | 2           |
| 2010             | 5           | 2           |
| 2011             | 8           | 5           |
| 2012             | 7           | 2           |
| 2013             | 8           | 5           |
| 2014             | 10          | 1           |
| 2015             | 10          | 10          |
| 2016             | 11          | 1           |
| 2017             | 4           | 2           |
| 2018             | 5           | 3           |
| 2019             | 8           | 3           |
| 2020             | 0           | 0           |
| 2021             | 4           | 0           |
| 通算             | 101         | 41          |

### 得点
出典
| #   | 日時           | 場所             | 対戦相手                 | スコア | 最終結果 | 大会                              |
| --- | -------------- | ---------------- | ------------------------ | ------ | -------- | --------------------------------- |
| 1.  | 2007年11月17日 | ブエノスアイレス | ボリビア                 | 1-0    | 3-0      | 2010 FIFAワールドカップ・南米予選 |
| 2.  | 2008年3月26日  | カイロ           | エジプト                 | 1-0    | 2-0      | 親善試合                          |
| 3.  | 2008年6月4日   | サンディエゴ     | メキシコ                 | 4-1    | 4-1      | 親善試合                          |
| 4.  | 2008年9月6日   | ブエノスアイレス | パラグアイ               | 1-1    | 1-1      | 2010 FIFAワールドカップ・南米予選 |
| 5.  | 2008年10月11日 | ブエノスアイレス | ウルグアイ               | 2-0    | 2-1      | 2010 FIFAワールドカップ・南米予選 |
| 6.  | 2009年3月28日  | ブエノスアイレス | ベネズエラ               | 4-0    | 4-0      | 2010 FIFAワールドカップ・南米予選 |
| 7.  | 2009年8月12日  | モスクワ         | ロシア                   | 1-1    | 3-2      | 親善試合                          |
| 8.  | 2010年5月24日  | ブエノスアイレス | カナダ                   | 5-0    | 5-0      | 親善試合                          |
| 9.  | 2010年9月7日   | ブエノスアイレス | スペイン                 | 4-1    | 4-1      | 親善試合                          |
| 10. | 2011年6月20日  | ブエノスアイレス | アルバニア               | 3-0    | 4-0      | 親善試合                          |
| 11. | 2011年7月1日   | ラ・プラタ       | ボリビア                 | 1-1    | 1-1      | コパ・アメリカ2011                |
| 12. | 2011年7月11日  | コルドバ         | コスタリカ               | 1-0    | 3-0      | コパ・アメリカ2011                |
| 13. | 2011年7月11日  | コルドバ         | コスタリカ               | 2-0    | 3-0      | コパ・アメリカ2011                |
| 14. | 2011年11月15日 | バランキージャ   | コロンビア               | 2-1    | 2-1      | 2014 FIFAワールドカップ・南米予選 |
| 15. | 2012年6月2日   | ブエノスアイレス | エクアドル               | 1-0    | 4-0      | 2014 FIFAワールドカップ・南米予選 |
| 16. | 2012年10月12日 | メンドーサ       | ウルグアイ               | 2-0    | 3-0      | 2014 FIFAワールドカップ・南米予選 |
| 17. | 2013年2月6日   | ソルナ           | スウェーデン             | 2-1    | 3-2      | 親善試合                          |
| 18. | 2013年6月11日  | キト             | エクアドル               | 1-0    | 1-1      | 2014 FIFAワールドカップ・南米予選 |
| 19. | 2013年9月10日  | アスンシオン     | パラグアイ               | 2-1    | 5-2      | 2014 FIFAワールドカップ・南米予選 |
| 20. | 2013年11月18日 | セントルイス     | ボスニア・ヘルツェゴビナ | 1-0    | 2-0      | 親善試合                          |
| 21. | 2013年11月18日 | セントルイス     | ボスニア・ヘルツェゴビナ | 2-0    | 2-0      | 親善試合                          |
| 22. | 2014年9月4日   | デュッセルドルフ | ドイツ                   | 1-0    | 4-2      | 親善試合                          |
| 23. | 2015年3月31日  | ニューヨーク     | エクアドル               | 1-0    | 2-1      | 親善試合                          |
| 24. | 2015年6月6日   | サンフアン       | ボリビア                 | 2-0    | 5-0      | 親善試合                          |
| 25. | 2015年6月6日   | サンフアン       | ボリビア                 | 3-0    | 5-0      | 親善試合                          |
| 26. | 2015年6月6日   | サンフアン       | ボリビア                 | 4-0    | 5-0      | 親善試合                          |
| 27. | 2015年6月13日  | ラ・セレナ       | パラグアイ               | 1-0    | 2-2      | コパ・アメリカ2015                |
| 28. | 2015年6月16日  | ラ・セレナ       | ウルグアイ               | 1-0    | 1-0      | コパ・アメリカ2015                |
| 29. | 2015年6月30日  | コンセプシオン   | パラグアイ               | 5-1    | 6-1      | コパ・アメリカ2015準決勝          |
| 30. | 2015年9月4日   | ヒューストン     | ボリビア                 | 2-0    | 7-0      | 親善試合                          |
| 31. | 2015年9月4日   | ヒューストン     | ボリビア                 | 4-0    | 7-0      | 親善試合                          |
| 32. | 2015年9月8日   | アーリントン     | メキシコ                 | 1-2    | 2-2      | 親善試合                          |
| 33. | 2016年6月11日  | シカゴ           | パナマ                   | 5-0    | 5-0      | コパ・アメリカ・センテナリオ      |
| 34. | 2017年11月11日 | モスクワ         | ロシア                   | 1-0    | 1-0      | 親善試合                          |
| 35. | 2017年11月14日 | クラスノダール   | ナイジェリア             | 2-0    | 2-4      | 親善試合                          |
| 36. | 2018年5月29日  | ブエノスアイレス | ハイチ                   | 4-0    | 4-0      | 親善試合                          |
| 37. | 2018年6月16日  | モスクワ         | アイスランド             | 1-0    | 1-1      | 2018 FIFAワールドカップ           |
| 38. | 2018年6月30日  | カザン           | フランス                 | 3-4    | 3-4      | 2018 FIFAワールドカップ           |
| 39. | 2019年6月23日  | ポルト・アレグレ | カタール                 | 2-0    | 2-0      | コパ・アメリカ2019                |
| 40. | 2019年7月6日   | サンパウロ       | チリ                     | 1-0    | 2-1      | コパ・アメリカ2019 3位決定戦      |
| 41. | 2019年11月18日 | テルアビブ       | ウルグアイ               | 1-1    | 2-2      | 親善試合                          |

## タイトル

### クラブ
アトレティコ・マドリード
- UEFAインタートトカップ：1回（2007）
- UEFAヨーロッパリーグ：1回（2009-10）
- UEFAスーパーカップ：1回（2010）

マンチェスター・シティ
- プレミアリーグ：5回（2011-12, 2013-14, 2017-18, 2018-19, 2020-21）
- EFLカップ：5回（2013-14, 2015-16, 2017-18, 2018-19, 2019-20）
- FAコミュニティ・シールド：3回（2012, 2018, 2019）
- FAカップ：1回（2018-19）

### 代表
アルゼンチン代表
- コパ・アメリカ：1回 (2021)
- FIFA U-20ワールドカップ : 2005, 2007
- オリンピックサッカー金メダル : 2008

### 個人
- 南米年間ベストイレブン : 2005
- FIFA U-20ワールドカップ最優秀選手 : 2007
- FIFA U-20ワールドカップ得点王 : 2007
- FIFA世界最有望選手賞 : 2007
- ゴールデンボーイ賞 : 2007
- プレミアリーグ・ゴールデンブーツ : 2014-15
- プレミアリーグ月間最優秀選手：2014.11, 2016.1, 2016.4, 2018.1
- PFA年間ベストイレブン：2018, 2019
- プレミアリーグ殿堂 : 2022